# Lepanthes zongoensis
Lepanthes zongoensis är en orkidéart som beskrevs av Carlyle August Luer. Lepanthes zongoensis ingår i släktet Lepanthes och familjen orkidéer.
Artens utbredningsområde är Bolivia. Inga underarter finns listade i Catalogue of Life.